# مارمولک: حیات دوباره
مارمولک: حیات دوباره (به ترکی: Kertenkele: Yeniden Doğuş) مجموعه‌ای تلویزیونی محصول کشور ترکیه است که از شبکهٔ آ تی‌وی و در سه فصل و ۸۵ قسمت، از سال ۲۰۱۴ بر روی آنتن رفت. در دو فصل اول و دوم نام این مجموعه «مارمولک» بود. در فصل سوم چند بازیگر اصلی تغییر کرد و عنوان مجموعه به «مارمولک: حیات دوباره» تغییر پیدا کرد. پخش این مجموعه در سال ۲۰۱۶ پایان یافت.
داستان این مجموعهٔ تلویزیونی برگرفته از فیلم مارمولک، ساختهٔ کمال تبریزی است.